# Трендафил Мартински
Трендафил Георгиев Мартински е български спортен деец и политик от Българската комунистическа партия.

## Биография
Роден е на 20 септември 1921 г. в софийското село Горни Пасарел. Учи в 4-та мъжка гимназия в София. От 1939 г. е член на Работническия младежки съюз. На следващата година се записва да учи в Софийския университет, където учи до 1942 г. Същата година става член на БКП. Нелегалната тогава комунистическа дейност е разкрита и той се укрива в продължение на 1 година. Арестуван е през 1943 г. и осъден на 20 години затвор. Лежи в затворите в Скопие и София. На 29 август 1944 г. е освободен от партизаните от трета македонска ударна бригада в Македония и става партизанин. Става политически комисар на чета във Войнишкия партизански батальон „Васил Коларов“.
След 9 септември 1944 г. е политически комисар на бригада „Георги Димитров“, с която участва във войната срещу германците. Между 1945 и 1946 г. е последователно завеждащ физкултурния отдел в Градския комитет на РМС в София и инструктор на ЦК на РМС във военно-физкултурния отдел. В периода 1946 – 1949 г. е главен секретар на Народния съюз за спорт и техника. От 1947 е член на ЦК на РМС и на ДСНМ. От 1951 г. е завеждащ сектор „Младежки органи“ на ЦК на БКП. През 1957 г. завършва висша партийна школа в Москва, а от 1959 г. е секретар на Окръжния комитет на БКП в София. В периода 3 ноември 1967 – 21 декември 1989 г. е председател на Централния съвет на БСФС. От 1972 до 1976 г. е първи заместник-председател на Комитета за младежта и спорта при Министерския съвет. Между 1966 и 1990 г. е кандидат-член на ЦК на БКП. През 1981 г. е направен почетен гражданин на Самоков. Носител е на орден „Народна република България“, I и II степен и Почетен медал на МОК (1983). През 2002 г. издава книга, озаглавена „Моят живот в спорта“.